# نیو پورتلند (مین)
نیو پورتلند (به انگلیسی: New Portland) یک منطقهٔ مسکونی در ایالات متحده آمریکا است که در شهرستان سامرست، مین واقع شده‌است. نیو پورتلند ۱۱۴٫۵۶ کیلومتر مربع مساحت و ۷۶۵ نفر جمعیت دارد و ۱۳۷ متر بالاتر از سطح دریا واقع شده‌است.